# Edgar Martínez
Edgar Martínez (nascido em 2 de janeiro de 1963), apelidado de "Gar" e "Papi", é um ex-jogador profissional de beisebol que atuou na Major League Baseball como rebatedor designado e terceira base. Atualmente é técnico dos rebatedores no Seattle Mariners. Passou toda sua carreira de 18 anos na Major League Baseball com a equipe dos Mariners. Ele é descendente de porto-riquenhos.